# Monika Mann

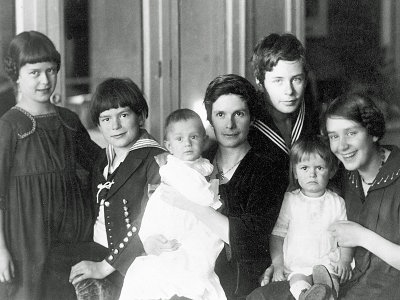
Katia Mann con sus seis hijos.

Monika Mann (Múnich, Alemania, 7 de junio de 1910 – Leverkusen, 17 de marzo de 1992) fue una escritora alemana.

## Biografía
Hija del escritor Thomas Mann y Katia Mann, hermana de Klaus, Erika, Elisabeth, Michael T. Mann y Golo Mann, y sobrina de Heinrich Mann.
Con el ascenso de Hitler la familia emigra, ella va a Florencia a estudiar música con Luigi Dallapiccola. Allí conoce a Jenö Lányi (1902-1940), ambos emigran a Inglaterra en 1939 donde se casan.
En 1940 obtienen una visa para emigrar a Canadá pero en la travesía entre Liverpool y Quebec en el barco SS Ciudad de Benarés, la nave es torpedeada el 17 de septiembre de 1940 por el U-48 (1939) alemán. Su marido muere ahogado junto a 258 personas (el barco llevaba 90 niños enviados por familias europeas para refugiarlos en Canadá) y ella es rescatada y llevada a Estados Unidos donde residen sus padres.
Después de profundas desavenencias con su padre, regresa a Italia en 1952. Desde 1954 hasta 1986 vivió en Capri en la Villa Monacone cerca de los Farallónes con su pareja Antonio Spadaro. Al morir éste se traslada a la casa de Golo Mann donde muere.

## Publicaciones selectas
- Vergangenes und Gegenwärtiges. Erinnerungen. Kindler, München 1956; Rowohlt, Reinbek 2001, ISBN 3-499-23087-9.
- Der Start. Ein Tagebuch. Steinklopfer-Verlag, Fürstenfeldbruck 1960
- Tupfen im All. Hegner, Köln/Olten 1963
- Wunder der Kindheit. Bilder und Impressionen. Hegner, Köln/Olten 1966
- Der letzte Häftling. Eine wahre Legende in onore eines (letzten) Komponisten. Lemke, Lohhof 1967
- Das fahrende Haus. Aus dem Leben einer Weltbürgerin. Rowohlt, Reinbek 2007, ISBN 978-3-49924513-8